# Gottlieb Löffler
Gottlieb Samuel Löffler (* 14. Januar 1868 in Korntal; † 5. April 1946 in Ludwigsburg) war ein deutscher Maler und Kunstpädagoge. Er war in Stuttgart bei Albert Kappis zum Zeichenlehrer weitergebildet worden. Um 1905 trug er zur Reform des Kunstunterrichts bei. Seine Hauptschaffensperiode war zwischen 1908 und 1923 in Heilbronn, wo seine Werke in mehreren Ausstellungen zu sehen waren.

## Leben
Löffler wurde als Sohn des Hausvaters des Korntaler Kleinkinderheims, Gottlieb Wilhelm Löffler und dessen Gattin Wilhelmine geboren. Die Mutter war Erzieherin und führte nach dem frühen Tod des Vaters das Kleinkinderheim fort. Gottlieb hatte zwar bereits als Kind künstlerische Neigungen, doch wählte er zunächst auch einen pädagogischen Beruf und besuchte die Lehrerseminare in Eßlingen am Neckar und Nürtingen. In Nürtingen erhielt er auch eine erste malerische Ausbildung durch den Landschaftsmaler Julius Kornbeck (1839–1920). Nach der ersten Dienstprüfung für das Lehramt war Löffler als Hilfs- und Vertretungslehrer an verschiedenen württembergischen Schulen tätig, darunter in Korntal, Kleinbottwar, Göttelfingen, Schönbühl, Bonlanden, Neckartenzlingen, Plochingen, Untereisesheim und Obertürkheim. Nach der zweiten Dienstprüfung besuchte Löffler die Königliche Kunstschule in Stuttgart, wo er bei Albert Kappis Landschaftszeichnen studierte. Studienreisen führten ihn nach Italien und Korsika.
In Obertürkheim heiratete Löffler 1896 Elise Regine Keller (* 24. März 1876 in Obertürkheim; † 31. März 1970). Im Oktober desselben Jahres kam Löffler als ständiger Lehrer nach Altnuifra, wo am 11. März 1898 der Sohn Walther Theodor Löffler geboren wurde. Im Oktober 1898 trat Löffler aus dem Schuldienst aus, um Fachlehrer für Zeichnen an der Kunstgewerbeschule Stuttgart zu werden. Wegen seiner vorangegangenen Studien und der Qualität seiner vorgelegten Arbeiten wurde ihm ein Ausbildungsjahr erlassen, so dass er die Fachlehrerprüfung bereits im Frühjahr 1901 absolvierte. Eine erste Fachlehrerstelle erhielt er im Herbst 1901 in Böblingen. 1904 wechselte er nach Schwäbisch Hall. Dort beschäftigte er sich mit der Reform des Zeichenunterrichts, die er mit einer 1906 veröffentlichten Schrift über Kunstunterricht im Freien vorantrieb. Löffler setzte sich dafür ein, die Gestaltungskraft und die Phantasie der Schüler durch genaues Betrachten und bemühte Darstellung zu fördern. Sein Bestreben markiert die akademische Abkehr von der Historienmalerei.
1908 wurde Löffler Oberreallehrer und ging nach Heilbronn, wo er Zeichenunterricht an Oberrealschule und Realgymnasium gab. Mit Unterstützung der Stadt Heilbronn und des württembergischen Staates war Löffler 1912 Teilnehmer und Berichterstatter am 4. Internationalen Kongress für Kunstunterricht, Zeichnen und angewandte Kunst in Dresden. In Heilbronn entstand Löfflers Hauptwerk in Form von zahlreichen Zeichnungen mit Motiven aus Alt-Heilbronn und der weiteren Umgebung. Es gab mehrere Ausstellungen mit seinen Werken, außerdem wurden seine Motive auch als Postkarten vertrieben. 1916/17 veranstaltete er in Heilbronn eine Schul-Zeichenausstellung zu Gunsten der Kriegsfürsorge, die wegen ihrer qualitätvollen Exponate für Aufsehen sorgte und aufgrund derer Löffler bei der württembergischen Ministerialabteilung für das höhere Schulwesen zur Verleihung des Professorentitels vorgeschlagen wurde. Mit Hinblick auf weitere Anwärter wurde ihm der Titel verwehrt, gleichwohl sollte er mit dem Charlotten- oder Wilhelmskreuz ausgezeichnet werden, was später aufgrund des Kriegsverlaufs dann auch unterblieb.
Ab 1922/23 musste er das Zeichnen wegen gesundheitlicher Probleme vorerst einstellen; ihn plagten eine schwere Hüftgelenksarthrose sowie Bewegungsstörungen im rechten Arm. 1924 wurde er zum Studienrat befördert, am 1. November 1925 dann wegen der gesundheitlichen Probleme in den vorzeitigen Ruhestand versetzt.
1926 zog er nach Ludwigsburg in die Stuttgarter Straße 91, wo er nach zwei längeren Kuren zumindest die Malerei mit Öl und Tempera wieder aufnehmen konnte. Im November 1927 gab es eine größere Ausstellung des Schwäbischen Albvereins mit seinen neueren Werken, die Motive aus der Gegend um Ludwigsburg zeigten.
Sein Sohn Walther Theodor Löffler war inzwischen Architekt und Assistent von Heinrich Tessenow geworden, beging dann aber 1938 gemeinsam mit seiner Frau Gertrud Hermann (* 1894) im Jahr 1938 Selbstmord, nachdem das Paar wegen der Unterstützung eines jüdischen Studenten in das Fadenkreuz der Gestapo geraten war. Auch die Wohnung von Gottlieb Löffler, der wegen seines Hüftleidens nahezu gehunfähig geworden war, wurde von der Gestapo durchsucht. Enkel Thomas Löffler wurde im Zweiten Weltkrieg zur SS eingezogen und später an der Ostfront vermisst.
Nach Kriegsende wurde Löfflers Wohnung über einige Monate von den Amerikanern besetzt. Löffler verstarb am 5. April 1946 an einem Kehlkopfkrebsleiden.

## Werk
Das Werk Löfflers umfasst zum größten Teil Landschafts- und Städteansichten. In der Zeit um den Ersten Weltkrieg entstanden insbesondere detailreiche Zeichnungen mit Motiven aus Heilbronn, Ludwigsburg und der Umgebung, die heute historischen Wert besitzen. Seine Art der Darstellung ist von seinem Lehrer Albert Kappis geprägt, im Gegensatz zu Kappis zeigen Löfflers Werke jedoch nur selten Menschen oder Tiere. Nachdem er sich krankheitsbedingt ab den 1920er Jahren von Zeichnungen auf Öl- und Temperabilder verlegte, entstanden weitere Landschaftsgemälde mit Motiven der schwäbischen Landschaft, darunter auch Szenen aus der Schwäbischen Alb und vom Bodensee, wo sich Löffler in den späten 1920er Jahren bei Sommeraufenthalten aufhielt. Während seine Skizzen vor Ort häufig in kräftigen und nahezu impressionistischen Farben ausgeführt sind, haben die danach ausgeführten Bilder eine eher zurückhaltende Farbigkeit. In seinen späten Jahren entstanden aufgrund seiner Krankheit fast nur noch Atelierbilder, darunter auch Blumenbilder und Gemälde nach älteren Skizzen.